# Бам, Абрам Наумович
Абра́м Нау́мович Бам (1 февраля 1923, Вологда — 23 ноября 2013, там же) — вологодский фотограф-художник, создатель фотолетописи города Вологды в лицах, ветеран Великой Отечественной войны, Почётный гражданин города Вологды.

## Биография
Родился в семье служащего. Отец – Наум Яковлевич работал бракером леса, мать – Юдифь Яковлевна была домашней хозяйкой. В 1931 — 1934 годах учился в начальной школе № 13, затем в средней школе № 27 в 1934-1938 годах, где окончил семь классов. После окончания школы в 1938 году профессия была выбрана сразу – фотограф. В 1938 году поступил на должность ретушера в Фотографию № 1, где работал в то время известный в городе мастер портретного снимка Иван Александрович Петухов.
Когда началась Великая Отечественная война, в 18 лет был отправлен на Волховский, потом Ленинградский, а затем — 2-й и 3-й Прибалтийский фронты. Служил в шифровальных отделах различных бригад и дивизий.
После войны вернулся в Вологду, и продолжил работу по профессии фотографа. За годы работы овладел высоким искусством фотохудожника. Ему позировали более 800 тысяч вологжан.
В Вологде было организовано пять персональных выставок фотопроизведений А. Н. Бама.
В 2001 году «за многолетнюю и плодотворную профессиональную и творческую деятельность, за создание многостраничной фотолетописи города Вологды в лицах» А. Н. Баму присвоено звание Почётный гражданин города Вологды.

## Творчество

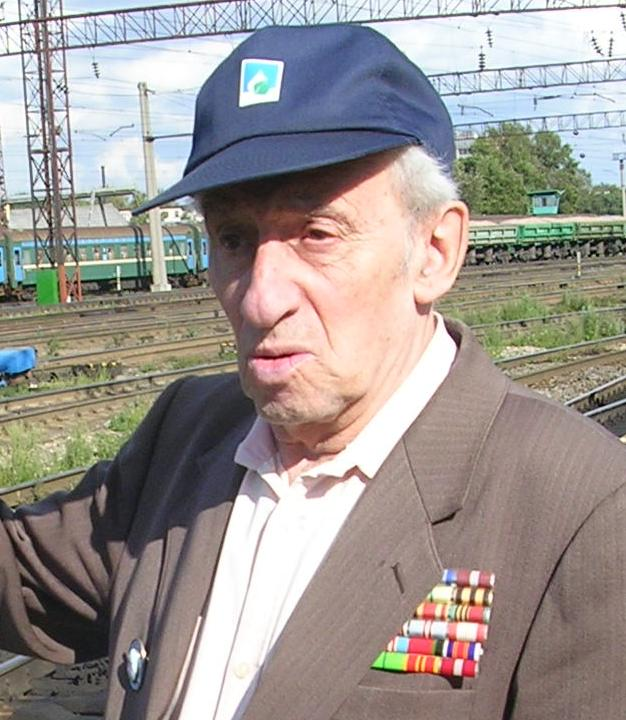
А. Н. Бам на станции «Вологда-1» в 2005 году

Работы А. Н. Бама — это творческая антология, запечатлевшая для истории лица тысяч вологжан. В портретах ощущается глубина понимания внутреннего мира человека, его уникальность. Жизнь и творчество художника неотделимы от жизни города Вологды, его фотографии бережно хранятся в альбомах многих вологодских семей. Портреты вологжан: писателей, поэтов, врачей, актёров, преподавателей — это история, документ эпохи.

## Награды и звания
- Орден Красной Звезды
- Орден Отечественной войны I степени
- Орден Трудового Красного Знамени
- Почётный гражданин города Вологды (Постановление Главы города Вологды № 2730/2 от 20.09.2001, «За многолетнюю и плодотворную профессиональную и творческую деятельность, за создание многостраничной фотолетописи города Вологды в лицах»).